# Волосница (Коми)
Волосница — деревня  в Троицко-Печорском районе республики Коми в составе сельского поселения Куръя.

## География
Расположена на юге Троицко-Печорского района республики Коми на правом берегу реки Печоры, в 4 километрах ниже устья реки Волосницы. 
Находится на расстоянии около 6 километров по прямой (25 км при автомобильном сообщении) к северо-западу от села Куръя, административного центра одноименного сельского поселения, и примерно 120 километров по прямой от посёлка Троицко-Печорска на юг-юго-восток.

## Этимология
Название деревни происходит от гидронима Волосница — левого притока Печоры. Гидроним связан с русским апеллятивом волок — «место перетаскивания лодок из бассейна одной реки в другой». Волосница происходит от русского слова волочница — «волочек», «небольшой волок». Гидроним подтверждает существование волока между реками Волосницей (бассейн Печоры) и Вогулкой (бассейн Камы).

## История
Согласно легенде, была основана в 1671 году жителем Чердыни Семеном Девятковым. На карте 1731 года «Провинции Соли Камской верхняя часть», входящей в «Атлас Всероссийской империи» Ивана Кирилова, обозначена как деревня Усть Волоснїца и изображена на левом берегу Печоры ниже места впадения в неё реки Волосницы. Располагалась на торговом пути из Прикамья на Печору — между реками Вогулкой и Волосницей существовал Печорский волок, по которому товары из бассейна Камы попадали в бассейн Печоры.
По мнению доктора исторических наук И. Л. Жеребцова, деревня на правом берегу Печоры возникла на рубеже XVIII—XIX веков. И. Л. Жеребцов предполагает, что Волосница основана переселенцами из Прикамья — русскими, возможно, обрусевшими пермяками. 
Изображена как Усть Волосница на правом берегу Печоры на картах Пермского и Вологодского наместничеств из Российского атласа 1792 года.  
Входила в Чердынский уезд, который находился в составе Соликамской провинции, затем Пермского наместничества (с 1781 года), Пермской губернии (с 1796 года). 
В 1809 году здесь было 3 двора, в 1840 году — 5 дворов, в 1844 — 14 дворов. Имелись трехклассная земская школа, торговая лавка. В 1909 году — 17 дворов, 99 жителей, в 1927 году — 24 двора, 106 жителей. 
В советское время входила в состав Ныробского района Уральской области. В 1928 году население Куръинского сельсовета, в котором находилась деревня Усть-Волосница, ходатайствовало о включении своей территории в Коми автономную область, так как хотя здесь жили русские, но экономические связи у них были гораздо теснее с коми селениями современного Троицко-Печорского района, нежели с русскими населёнными пунктами Прикамья. 10 апреля 1931 года Президиум ВЦИК постановил передать территории верховьев Печоры, включая Куръинский сельсовет, в состав Коми автономной области, но выполнение этого решения надолго задержалось. На картах 1938 и 1945 годов, на топографических картах 1940-х годов — Усть-Волосница. Только в конце 1949 года деревня была передана в состав Коми АССР. В списке населённых пунктов 1956 года — Волосница, местный колхоз именовался «Герой труда». В 1959 году в Волоснице жили 159 человек, в 1970 году — 106 человек, в 1979 году — 74 человека, в 1989 году — 44 человека (23 мужчины, 21 женщина), в начале 1995 года — 29 человек. В 2002 году постоянное население составляло 25 человек (русские 92%), в 2010 году — 20 человек.

## Климат
Климат умеренно-континентальный, лето короткое и умеренно-прохладное, зима многоснежная, продолжительная и холодная. Среднегодовая температура -1.2 градусов С, при этом средняя температура января равна -18 градусов С, июля 16 градусов С. Продолжительность отопительного периода равна 254 суткам при среднесуточной температуре -7,40 градусов С. Устойчивый снежный покров образуется в среднем 26 октября и продолжается до 14 мая. Средняя высота снежного покрова за зиму незащищенных участков – 74 см, максимальная – 116 см, минимальная – 38 см.
Часовой пояс
Деревня Волосница находится в часовой зоне МСК (московское время). Смещение применяемого времени относительно UTC составляет +3:00.

## Комментарии
1. ↑  В 1681 году грамотой царя Фёдора Алексеевича Печорский волок между реками Вогулкой (бассейн Камы) и Волосницей (бассейн Печоры) — часть важного торгового пути из Прикамья на Печору — отдавался на 5 лет в аренду чердынцу Сеньке Девяткову.
См.: Грамота (1681 г.) Царя Феодора Алексеевича о переоброчке Печерского волока // Русская старина, № 10. 1907 (текст воспроизведен на сайте vostlit.info)